# ایوان استراهاوسکی
ایوون استراهاوسکی (انگلیسی: Yvonne Strahovski; ‎/strəˈhɒvski/‎) (زاده ۳۰ ژوئیه ۱۹۸۲ در سیدنی) بازیگر و صداپیشهٔ استرالیایی است. وی بیشتر به خاطر حضور در سریال‌های دکستر، چاک، سرگذشت ندیمه و صداپیشگی و مدل شخصیت میراندا لاوسون در بازی اثر جرمی شناخته می‌شود.

## نگارخانه

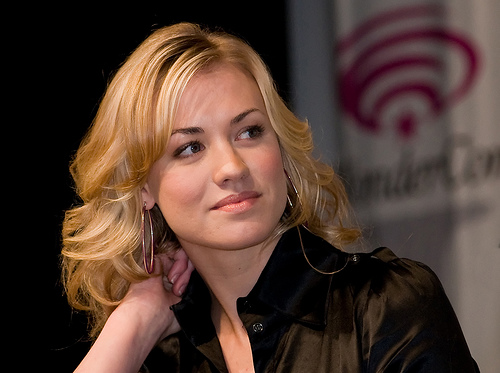
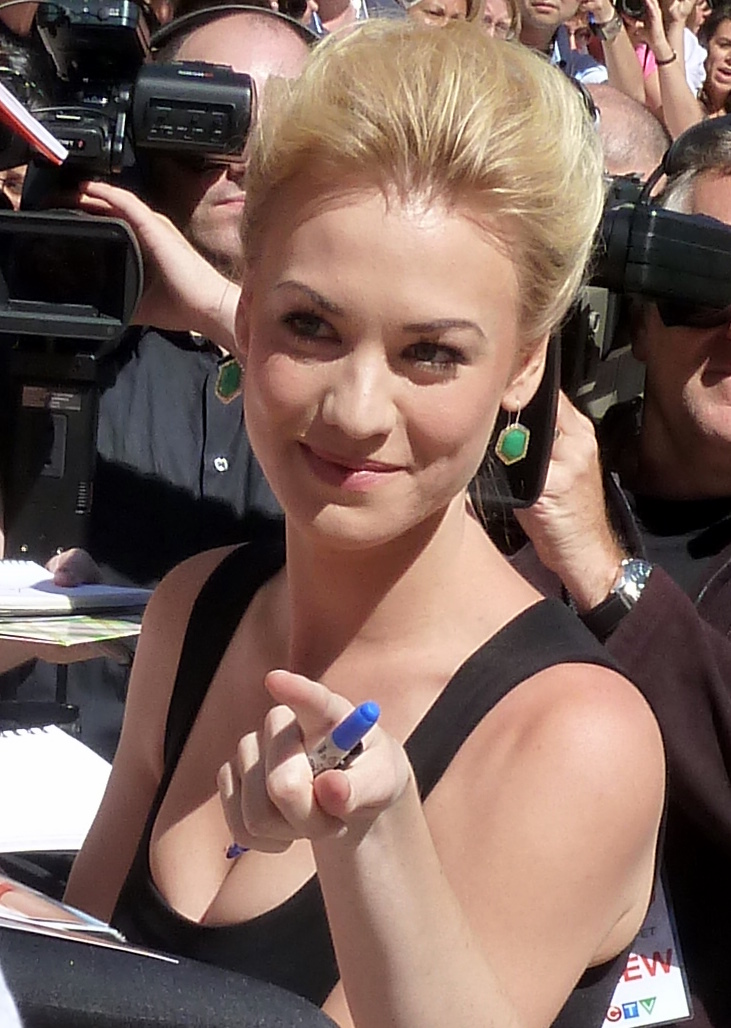

## فیلم‌شناسی
| سال  | عنوان                                 | نقش           | توضیحات   |
| ---- | ------------------------------------- | ------------- | --------- |
| ۲۰۰۷ | Gone                                  | Sondra        |           |
| ۲۰۰۸ | The Plex                              | Sarah         |           |
| ۲۰۰۸ | The Canyon                            | Lori          |           |
| ۲۰۰۹ | I Love You Too                        | Alice         |           |
| ۲۰۰۹ | Persons of Interest                   | Lara          | نقش کوتاه |
| ۲۰۱۰ | Matching Jack                         | Veronica      |           |
| ۲۰۱۰ | Lego: The Adventures of Clutch Powers | Peg Mooring   | صداپیشه   |
| ۲۰۱۱ | آدمکش ویژه                            | Anne          |           |
| ۲۰۱۲ | The Outback                           | Miranda       | صداپیشه   |
| ۲۰۱۲ | سفر گناه                              | Jessica       |           |
| ۲۰۱۴ | من، فرانکنستاین                       | Terra Wessex  |           |
| ۲۰۱۶ | شب منهتن                              | کارولین کرولی |           |
| ۲۰۱۶ | تمام چیزی که می‌بینم تو هستی           | کارن          |           |
| ۲۰۱۸ | او آن بیرون است                       | لارا          |           |
| ۲۰۱۸ | غارتگر                                | امیلی         |           |
| ۲۰۱۸ | فرشته من                              | کلر           |           |
| ۲۰۲۱ | جنگ فردا                              | ویکی ویناسلو  |           |

| سال         | عنوان                     | نقش               | توضیحات                           |
| ----------- | ------------------------- | ----------------- | --------------------------------- |
| ۲۰۰۴        | Double the Fist           | Suzie             | حضور در قسمت اول: Fear Factory    |
| ۲۰۰۵–۲۰۰۶   | headLand                  | Freya Lewis       | حضور در قسمت ۲۶                   |
| ۲۰۰۷        | Sea Patrol                | Martina Royce     | حضور در قسمت اول: Cometh the Hour |
| ۲۰۰۷–۲۰۱۲   | چاک (Chuck)               | سارا واکر         |                                   |
| ۲۰۱۲–۲۰۱۳   | دکستر (Dexter)            | هانا مک‌کی         |                                   |
| ۲۰۱۴        | ۲۴: یک روز دیگر زنده بمان | کیت مورگان        |                                   |
| ۲۰۱۵        | باشگاه همسران فضانورد     | رنه کارپنتر       |                                   |
| ۲۰۱۷–تاکنون | سرگذشت ندیمه              | سرنا جوی واترفورد | ۳۱ قسمت                           |
| ۲۰۱۸        | گیسوکمند: سریال           | صدا پیشه استالیان | ۲ قسمت                            |
| ۲۰۲۰        | بی‌وطن                     | سوفیا ورنر        | ۶ قسمت                            |